# Pennello asciutto

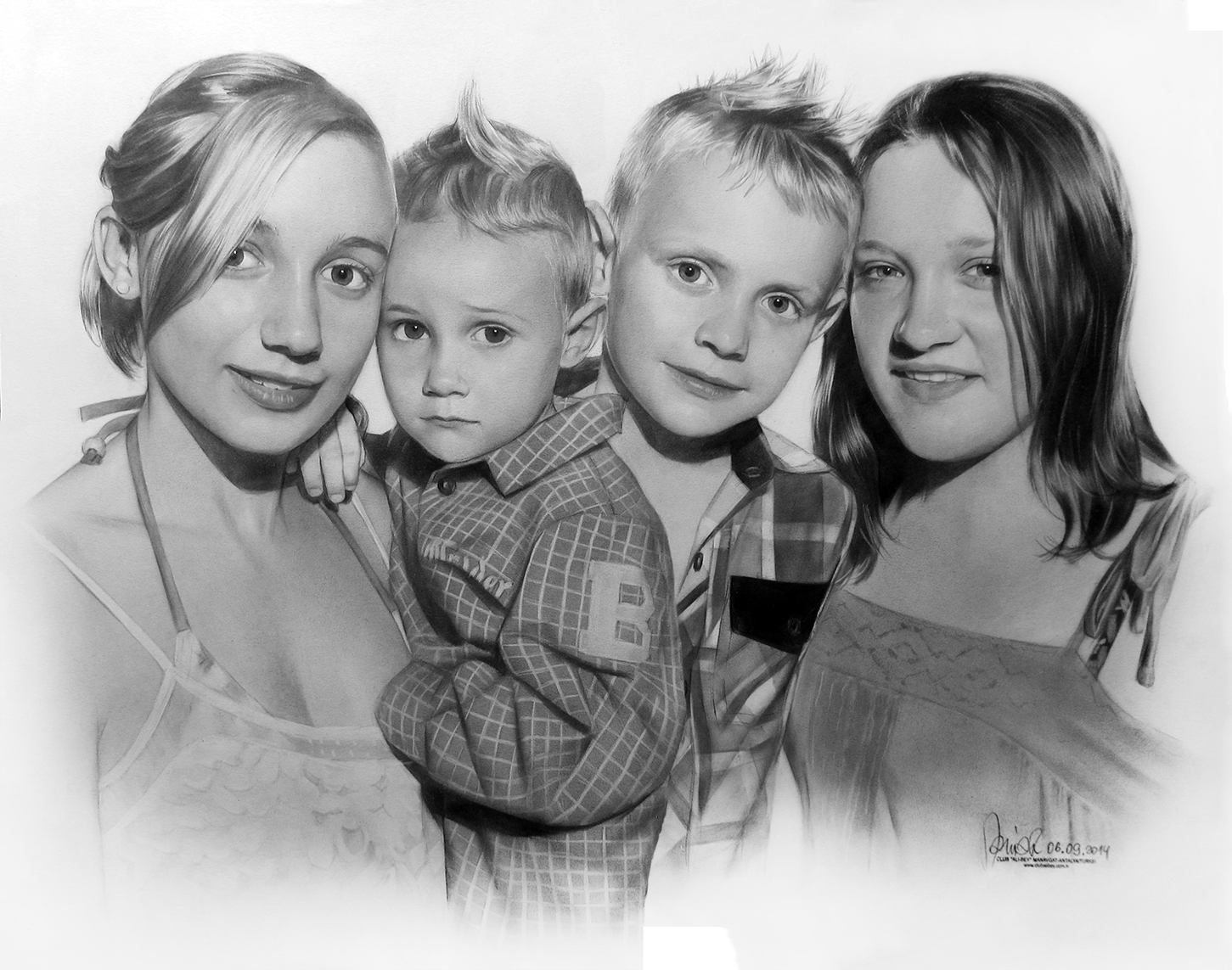
Due fratelli e due sorelle. Carta, pittura a olio. 50x70 cm. Tecnica del pennello asciutto

Il pennello asciutto (dry brush in inglese) è una tecnica di pittura secondaria, che consiste nell'applicare il colore solo alle superfici in rilievo rispetto ad altre, usata in particolare modo nel settore modellistico.
Consiste nell'usare un pennello quasi privo di colore per stendere lo stesso con particolari effetti, che trovano particolare applicazione nel modellismo e della realizzazione di diorami in miniatura. Può essere definito l'opposto della lavatura.

## Tecnica
Applicare il pennello asciutto, in particolare rispetto alla lavatura d'inchiostro e alla lumeggiatura, è molto semplice ma richiede comunque attenzione.
Innanzitutto è necessario usare pennelli a setole dure, che possono essere vostri vecchi pennelli oramai rovinati; questo tipo di pennello è particolarmente indicato perché non scivola nei recessi e assicura tra l'altro di raccogliere la minor quantità possibile di colore dal vasetto a fronte di una maggiore superficie del pennello; bisogna ricordarsi che intingere il pennello nel colore non è necessario, né tanto meno utile.
Ora bisogna ripulire il pennello da tutti gli eccessi, strofinandolo su della carta da giornale, che permette di accorgersi quando questo è quasi completamente privo di colore sulle setole (a differenza dei panni, che lo privano completamente), o della carta assorbente, che non permette di cogliere il grado giusto di pulizia. Arrivati a questo punto si ha un pennello con una punta di colore, utile a pitturare solo le parti in rilievo lasciando il colore di base nei recessi.
Quando si stende una mano di colore con questa tecnica, bisogna stare attenti a non calcare troppo con il pennello per non entrare con le setole nei recessi e a differenza delle altre tecniche non è necessaria la precisione: passando sui rilievi con poca precisione si assicurerà una copertura completa, anche di quelli più nascosti.
Notare che per poca precisione non si intende passare una sola mano del pennello, ma più mani disordinate.

## Applicazioni
L'applicazione del pennello asciutto varia a differenza del luogo di applicazione

### Diorami futuristici
Nei diorami futuristici, in particolare quelli per wargame quali warhammer 40.000 dove sono rappresentate rovine cittadine, il pennello asciutto bianco/grigio applicato su primer nero si addice a rappresentare i resti ammassati sull'asfalto (rovine bianche su asfalto nero, per l'appunto).
In alternativa alla neve artificiale è usato anche per rappresentare paesaggi innevati applicando più mani di pennello asciutto sui rilievi.

### Diorami fantasy
Nei diorami fantasy (es. warhammer), il pennello asciutto si presta per tegole o strade lastricate, visto che contengono molte fessure e altrettanti rilievi. In caso di edifici assemblati da soli si può usare anche per realizzare l'effetto mattone.

### Modelli futuristici
Nei modelli futuristici il pennello asciutto è indicato per le parti texturizzate in alternativa alla lavatura d'inchiostro.
Il pennello asciutto rosa per gli umani o verde per gli orchi o altre razze aliene, può tornare utile sempre al posto della lavatura d'inchiostro per rappresentare la differenza di colore della pelle dai recessi della stessa.
Il pennello asciutto risulta utile per rappresentare danni fa fuoco, effettuati da armi come i lanciafiamme o i fucili termici contro i mezzi o i soldati normali.
Entrando più nel particolareggiato, il pennello asciutto può diventare ricorrente nel rappresentare danni da bioarma, usando un colore più scuro per i rilievi risultanti nei buchi effettuati da queste particolari armi futuristiche.

### Basette futuristiche
I wargame, o semplicemente le miniature da collezione, utilizzano basette sulle quali collocare le miniature.
In questo campo il pennello asciutto ritorna utile come per i diorami: tramite esso si possono rappresentare rovine cittadine, neve o altri effetti particolari come la terra bruciata

### Modelli moderni
Alla stregua dei modelli futuristici (a cui spesso assomigliano come destinazioni dell'applicazione), nei modelli moderni rappresentanti unità dalla 1ª guerra mondiale in poi, il pennello asciutto può essere usato per rappresentare danni e rilievi.

### Modelli fantasy
Nei modelli fantasy, il pennello asciutto viene usato per rappresentare elmi e altre parti dell'armatura rovinati, in quanto sulle superfici metalliche lisce la lavatura d'inchiostro non da un buon effetto a casa dell'impossibilità di portarsi nei recessi, che in questi casi sono inesistenti.
Allo stesso modo, il pennello asciutto si presta per i pennacchi e per rappresentare le armi con impugnatura imbottita formata da varie strisce di cuoio intrecciate fra loro.

### Basette fantasy
A differenza delle basette futuristiche, nelle basette fantasy il pennello asciutto non è molto utilizzato se non per basette rocciose, assimilabili alle rovine cittadine.
Altre applicazioni sono le basette formate da terra battuta con piccoli rilievi